# Дельсарт, Франсуа
Франсуа Дельсарт (фр. François Alexandre Nicolas Chéri Delsarte; 11 ноября 1811 года — 20 июля 1871 года, Париж) — французский певец, вокальный педагог и теоретик сценического искусства

## Биография
Родился в Париже, в бедной семье. Рано увлёкся музыкой. Поступал в Консерваторию, но не выдержал конкурса, однако удостоился похвалы Марии Малибран. Его прослушивают в Комической опере и берут на сцену немедленно; это происходит в 1829 году. В 1834 году лишился голоса. Однако он уже был весь поглощен мыслью о «постановке эстетики человеческого тела», то есть выразительности на научной почве.
В 1839 году открылись знаменитые курсы Дельсарта. Среди его учеников и слушателей: Малибран, Рашель, английский трагик Макриди, Паска, Генриетта Зонтаг. Курсы посещали, в частности, Гуно, Ребер. Король Луи Филипп приглашал Дельсарта во дворец. Художник Энгр говорил: «Неизвестно, кто сегодня король Франции». Теофиль Готье называл его «музыкальный Тальма», Ламартин — «верховным оратором».
Дельсарт получил приглашение в Америку с предложением основать консерваторию, но тут случилась франко-прусская война. Он уехал из Парижа в родной город Солем на севере Франции. Успел надиктовать двум дочерям несколько эпизодов, которые должны были служить введением к будущей книге. В марте 1871 вернулся в Париж. 20 июля 1871 года умер.
Дельсарт не оставил письменного изложения своей системы. Несколько учеников, его дочери, несколько восторженных американских последовательниц собрали все, что осталось после него в записных книжках, на клочках бумаги, или в заметках посторонних лиц, и спасли от гибели драгоценное наследие.
Несколько изданий системы Дельсарта вышло из-под пера других авторов, началось постепенное выхолащивание содержательности. «Учение, построенное на глубоком философском основании, с научной последовательностью, богатое неисчерпаемыми возможностями в смысле применимости в искусстве, определилось в третьем поколении, как система „эстетической гимнастики“, с прибавлением „свободных танцев“»